# Friedl (Familienname)
Friedl ist ein deutscher Familienname.

## Namensträger

### A
- Achim Friedl (* 1955), Direktor in der Bundespolizei
- Anton Friedl (* 1958), österreichischer Verfahrenstechniker und Hochschullehrer

### B
- Birgit Friedl (* 1958), deutsche Wirtschaftswissenschaftlerin

### C
- Christa Friedl (1935–2019), deutsche Politikerin (SPD), Mitglied des Abgeordnetenhauses von Berlin
- Christian Friedl (General) (* 1971), deutscher General
- Christian Friedl (Fußballspieler) (1987–2016), österreichischer Fußballspieler
- Christoph von Friedl (Christoph Wolfgang Friedl; * 1976), österreichischer Schauspieler
- Christoph Friedl (* 1992), österreichischer Fußballspieler
- Claudia Friedl (* 1960), Schweizer Politikerin (SP)

### D
- Daniel Friedl (* 1989), deutscher Schauspieler und Hörspielsprecher

### E
- Emmy Cero-Friedl (* 1946), österreichische Malerin
- Ernestine Friedl (1920–2015), aus Ungarn stammende US-amerikanische Anthropologin
- Eva-Maria Grein von Friedl (* 1980), deutsche Schauspielerin und Musicaldarstellerin

### F
- Felix Friedl (* 1996), österreichischer Beachvolleyballspieler
- Franz R. Friedl (1892–1977), österreichischer Filmkomponist
- Franziska Friedl (* 1997), österreichische Beachvolleyballspielerin
- Fritz von Friedl (Kameramann) (1901–1971), österreichischer Kameramann
- Fritz Friedl (Heimatforscher) (* 1940), österreichischer Heimatforscher und Publizist
- Fritz von Friedl (Schauspieler) (1941–2024), österreichischer Schauspieler

### G
- Gerhard Friedl (1967–2009), österreichischer Filmemacher
- Gunther Friedl (* 1971), deutscher Wirtschaftswissenschaftler und Hochschullehrer

### H
- Hans Friedl (* 1957), Abgeordneter des Bayerischen Landtags
- Hans Peter Friedl (* 1960), deutscher Unfallmediziner
- Harald Friedl (* 1958), österreichischer Filmemacher, Musiker und Schriftsteller
- Herbert Friedl (1943–2018), österreichischer Maler, Grafiker und Objektgestalter
- Hermann Friedl (1920–1988), österreichischer Mediziner und Schriftsteller
- Herwig Friedl (1944–2022), deutscher Amerikanist

### I
- Inge Friedl (* 1959), österreichische Historikerin

### J
- Jirka Dell’Oro-Friedl (* 1965), deutscher Ingenieur und Hochschullehrer
- Johann Friedl (1812–1886), österreichischer Architekt
- Josef Friedl (Bezirksvorsteher), österreichischer Politiker, Bezirksvorsteher von Döbling
- Josef Friedl (Widerstandskämpfer) (1897–1943), österreichischer Straßenbahner und Widerstandskämpfer
- Josef Friedl (Architekt), österreichischer Architekt
- Josef Friedl (Bürgermeister), österreichischer Politiker, Bürgermeister von Kirchstetten
- Josef Friedl (Pfarrer) (1943–2018), österreichischer Pfarrer
- Jürgen Friedl (Fußballspieler, 1959) (* 1959), deutscher Fußballtorwart
- Jürgen Friedl (Fußballspieler, 1981) (* 1981), österreichischer Fußballspieler

### K
- Karin Bettina Friedl (* 1940), deutsche Amerikanistin
- Karl Friedl (Politiker) (1884–1955), österreichischer Politiker (ÖVP)
- Karl Friedl (Geologe) (1898–1966), österreichischer Geologe
- Katharina Friedl (* 1978), deutsche Schauspielerin und Moderatorin
- Klaudia Friedl (* 1963), österreichische Politikerin (SPÖ)

### L
- Leoš Friedl (* 1977), tschechischer Tennisspieler
- Loni von Friedl (* 1943), österreichische Schauspielerin

### M
- Marco Friedl (* 1998), österreichischer Fußballspieler
- Martha Friedl-Meyer (1891–1962), russisch-schweizerische Chirurgin

### P
- Patrick Friedl (* 1970), deutscher Politiker, Abgeordneter im Bayerischen Landtag (Grüne)
- Paul Friedl (Baumsteftenlenz; 1902–1989), deutscher Schriftsteller
- Peter Friedl (* 1960), österreichischer Konzeptkünstler

### R
- Raimund Friedl (* 1988), österreichischer Fußballspieler
- Reinhold Friedl (Musiker, 1907) (1907–1982), österreichischer Musiker, Komponist und Chorleiter
- Reinhold Friedl (Autor) (* 1948), deutscher Politikwissenschaftler und Schriftsteller
- Reinhold Friedl (Musiker, 1964) (* 1964), deutscher Komponist und Pianist
- René Friedl (* 1967), deutscher Rennrodler
- Robert Friedl (* 1963), österreichischer Saxophonist
- Rudolf Friedl (1921–2007), österreichischer Bildhauer
- Rudolf Friedl (Maschinenbauingenieur) (* 1930), deutscher Maschinenbauingenieur

### S
- Sigmund Friedl (1851–1914), österreichischer Philatelist

### T
- Theodor Friedl (1842–1900), österreichischer Bildhauer
- Thomas Peter Friedl (* 1967), deutscher Filmproduzent und -manager

### U
- Uwe Friedl (* 1955), deutscher Politiker (CDU), Bürgermeister von Euskirchen

### W
- Werner Friedl (Schauspieler) (* 1947), österreichischer Schauspieler
- Werner Friedl (Politiker) (* 1951), österreichischer Politiker (SPÖ)